# Kinnared
Kinnared is een plaats in de gemeente Hylte in de provincie Hallands län en in het landschap Halland in Zweden. De plaats heeft 297 inwoners (2005) en een oppervlakte van 88 hectare.

## Verkeer en vervoer
De plaats heeft een station aan de spoorlijn Halmstad - Nässjö.
Hyltebruk · Torup · Unnaryd · Rydöbruk · Landeryd · Kinnared · Brännögård · Drängsered · Fröslida